# Cmentarz klasztoru Urszulanek we Wrocławiu
Cmentarz klasztoru Urszulanek – były cmentarz we Wrocławiu, znajdujący się na terenie dzisiejszego osiedla Karłowice.
Cmentarz położony był w północno-zachodnim narożniku części parkowej założenia klasztornego urszulanek przy Korsoallee (obecnie Aleja Jana Kasprowicza). 

## Historia cmentarza
W latach 1886–1888 na Karłowicach wzniesiono pensjonat dla dziewcząt uczących się we wrocławskich szkołach; budynki służyły również jako miejsce rekreacyjne dla sióstr zakonnych. W latach 30. XX wieku budynki przekształcono na szkołę żeńską. W 1940 roku w budynkach urządzono szpital i funkcje medyczne jako Dolnośląskie Centrum Pediatryczne im. Janusza Korczaka pełnił do 2016 roku. W 1886 roku obok budynków pensjonatu został założony cmentarz, na którym pochowane były głównie siostry urszulanki, prowadzące przed wojną gimnazjum dla panien, oraz nauczycielki świeckie.   
Cmentarz od zachodu i północy otoczony był ceglanym murem. Na nim w 1911 roku wykonano ceramiczne płaskorzeźby przedstawiające stacje drogi krzyżowej. Przy północnym murze wzniesiono małą zadaszoną kapliczkę z wejściem od strony południowej. Wschodnia część nekropolii została otoczona metalowym ogrodzeniem na ceglanej podmurówce. Wejście na cmentarz znajdowało się w południowym ogrodzeniu i zamykała je dwuskrzydłowa kuta brama wjazdowa. W 2006 roku na cmentarzu było ok. 40 grobów z nielicznymi małymi granitowymi stelami nagrobnymi z owalnymi tabliczkami inskrypcyjnymi. W 1945 roku na cmentarzu pochowano również poległych podczas walk o Wrocław żołnierzy niemieckich.  
W 2008 roku groby z cmentarza zostały przeniesione na Cmentarz Osobowicki.

## Pochowani na cmentarzu
- Maria Emanuela Oktawia Mrozowska (1896–1962) – przełożona prowincjalna w latach 1937–1946 i 1950–1956 Domu Wrocławskiego Urszulanek[4]